# ISO 3166-2:AD
کد ISO 3166-2:AD بخشی از استاندارد ایزو ۳۱۶۶ برای کشور آندورا است که توسط سازمان بین‌المللی استانداردسازی ISO تنظیم شده‌است این سازمان، کدهای استاندارد را برای تقسیمات کشوری (ایالت‌ها یا استان‌های) کشورهای فهرست شده در استاندارد ایزو ۳۱۶۶-۱ تعریف می‌کند.
هر کد شامل دو بخش می‌گردد که توسط علامت - جدا می‌گردند.
- بخش نخست AD که در ایزو ۳۱۶۶-۱ آلفا-۲ کد کشور آندورا است.
- بخش دوم شامل یک یا دو یا سه حرف است که بیان کننده استان یا ایالت کشور آندورا می‌باشد.

## کدها
| کدها  | بخش                |
| ----- | ------------------ |
| AD-07 | Andorra la Vella   |
| AD-02 | کانیلو             |
| AD-03 | انکمپ              |
| AD-08 | اسکالدز-انگوردانی  |
| AD-04 | لا ماسانا          |
| AD-05 | اوردینو            |
| AD-06 | سنت حولیا ده لوریا |